# Império de Atlantium

Bandeira do Império de Atlantium.

O Império de Atlantium é uma micronação e um grupo progressista civil, pluralista instalada em Nova Gales do Sul, na Austrália.
O livro Micronations: The Lonely Planet Guide to Home-Made Nations descreve Atlantium como "um antídoto refrescante para o reacionário do auto-engrandecimento de tantas micronações", e "uma experiência de um estado-nação extremamente sofisticado, como também um pretendente completamente sério para legitimar estados secretos". A chegada do livro em Atlantium notou-se sua adoção de "políticas progressistas e liberais" e caracteriza isso como uma "utopia civil humanista".
Entre as causas de apoios a Atlantium são o direito a liberdade internacional irrestrita de movimento, o direito ao aborto, o direito a socorrer o risco de suicídio e reformas no calendário decimal.

A área total de Atlantium é de 0,76 km². A população é de 903 habitantes (censo de 2006). Atlantium foi fundada em 27 de novembro de 1981 por três adolescentes de Sydney - George Francis Cruickshank, Geoffrey John Duggan e Claire Marie Coulter. Eles alegaram um território provisório de 10 m ² no sul do subúrbio de Narwee como a capital de Atlantium, e declarou Cruickshank para ser o Soberano do Estado, com o título "Imperador George II". Geoffrey Duggan (1982-1986) foi eleito como primeiro-ministro. Damian Scott (1986-1988), e Kevin Fanucchi (1988-1990) também serviram como primeiro-ministros, mas em 1990, quando o grupo original de membros tinham se graduado pela universidade e deslocaram-se para diferentes localizações, o grupo cessou para ser ativo. A estrutura de organização do governo é uma Monarquia Constitucional Eleitoral. A linguagem da micronação é o inglês e o latim. A moeda corrente é o Imperial Solidus (valor igual ao US$). A capital da micronação é Concordia e o gentílico da micronação é "Atlantiano".